# 软件自由日

Logo of the 2011 Software Freedom Day

软件自由日(英語：Software Freedom Day，SFD)是一个关于自由软件和开源软件的全球性庆祝活动。从2006年开始，定于每年9月的第三个星期六举行。其目的是向公众推广和宣传自由/开源软件。
第一次软件自由日在2004年8月28日举行，超过70个团队参与，最多时有700个团队参加。

## 数字自由基金会
数字自由基金会"Digital Freedom Foundation" （DFF）成立于2011年，是一个非盈利组织，作为软件自由日的官方主办，是负责处理捐赠、赞助合同和会计的法人。DFF取得了在其注册地美国的免税地位。除了自由软件，数字自由基金会还推广自由的文化、文档、数字出版和硬件。

## 活动
| 时间          | 团队 | 国家 | 来源                                          |
| ------------- | ---- | ---- | --------------------------------------------- |
| 2004年8月24日 | 12   | N/A  | linux.com                                     |
| 2005年9月10日 | 136  | 60   | linux.com SFD 2005 map （页面存档备份，存于） |
| 2006年9月26日 | 180  | 70   | SFD 2006 map （页面存档备份，存于）           |
| 2007年9月15日 | 286  | 80   | SFD 2007 map （页面存档备份，存于）           |
| 2008年9月20日 | 563  | 90   | SFD 2008 map （页面存档备份，存于）           |
| 2009年9月19日 | 700  | 90   | SFD 2009 map （页面存档备份，存于）           |
| 2010年9月18日 | 397  | 90   | SFD 2010 map （页面存档备份，存于）           |
| 2011年9月17日 | 442  | 87   | SFD 2011 map （页面存档备份，存于）           |
| 2012年9月15日 | 301  | 73   | SFD 2012 map （页面存档备份，存于）           |
| 2013年9月21日 | 316  | 81   | SFD 2013 map （页面存档备份，存于）           |
| 2014年9月20日 | 197  | 59   | SFD 2014 map （页面存档备份，存于）           |
| 2015年9月19日 | 141  | 47   | SFD 2015 map （页面存档备份，存于）           |
| 2016年9月17日 | 128  | 51   | SFD 2016 map （页面存档备份，存于）           |
| 2017年9月16日 | 88   | 44   | SFD 2017 map （页面存档备份，存于）           |
| 2018年9月15日 | 71   | 37   | SFD 2018 map （页面存档备份，存于）           |
| 2019年9月21日 | 59   | 36   | SFD 2019 map （页面存档备份，存于）           |
| 2020年9月19日 | 18   | 18   | SFD 2020 wiki （页面存档备份，存于）          |
| 2021年9月18日 | 60   | 28   | SFD 2021 wiki （页面存档备份，存于）          |
| 2022年9月17日 | 43   | 20   | SFD 2022 wiki （页面存档备份，存于）          |

注意：由于缺乏详细信息和更多来源，对其进行考据是很困难的。软件自由日网站上的地图仅在2007年之后才变的可靠。然而在2009年之后有额外多出了两个没有正式向国际软件自由组织注册的团队。有来自中国的80个约团队，和百来个Sun社区 （OSUM）的团队 在早年的活动中，地图是注册中的可选项目，因此很多团队并没有加入。

## 赞助商
软件自由日最初的主要赞助商是以Ubuntu发行版闻名的Canonical，之后，IBM、昇阳电脑、DKUUG、Google、红帽、Linode、诺基亚、MakerBot等公司，以及FSF和FSFE也加入了赞助。目前，IBM和昇阳电脑没有继续进行赞助。而合作媒体则包括了Linux Magazine、Linux Journal与Ubuntu User。而地区性的团队可以独立寻求赞助，特别是在当地媒体进行宣传，和向本地的自由和开源软件组织寻求协助。